# Plouër-sur-Rance
 Plouër-sur-Rance  (en bretón Plouhern) es una población y comuna francesa, situada en la región de Bretaña, departamento de Côtes-d'Armor, en el distrito de Dinan y cantón de Dinan-Ouest.

## Demografía
| 2260 | 2229 | 2113 | 2354 | 2438 | 2723 |
| Para los censos de 1962 a 1999 la población legal corresponde a la población sin duplicidades (Fuente: INSEE [Consultar]) |      |      |      |      |      |